# 拉旺莱圣克洛德
拉旺莱圣克洛德（法語：Lavans-lès-Saint-Claude，法語發音：[lavɑ̃ lɛ sɛ̃ klod]，意为“圣克洛德附近的拉旺”）是法国汝拉省的一个市镇，位于该省东南部，属于圣克洛德区。该市镇于2016年由原拉旺莱圣克洛德与市镇蓬图合并而成。2019年，市镇普拉并入拉旺莱圣克洛德。

## 地理
拉旺莱圣克洛德（46°23'10"N, 5°46'56"E）面积23.68 平方千米，位于法国勃艮第-弗朗什-孔泰大區汝拉省，该省份为法国东部内陆省份，北起上索恩省，西北接科多尔省，西临索恩-卢瓦尔省，南至安省，东与杜省和瑞士接壤。
与拉旺莱圣克洛德接壤的市镇（或旧市镇、城区）包括：科托迪利宗、阿维尼翁-莱圣克洛德、圣克洛德、沙萨勒-莫兰日、沃莱圣克洛德、热尔、维拉尔代里亚。
拉旺莱圣克洛德的时区为UTC+01:00、UTC+02:00（夏令时）。

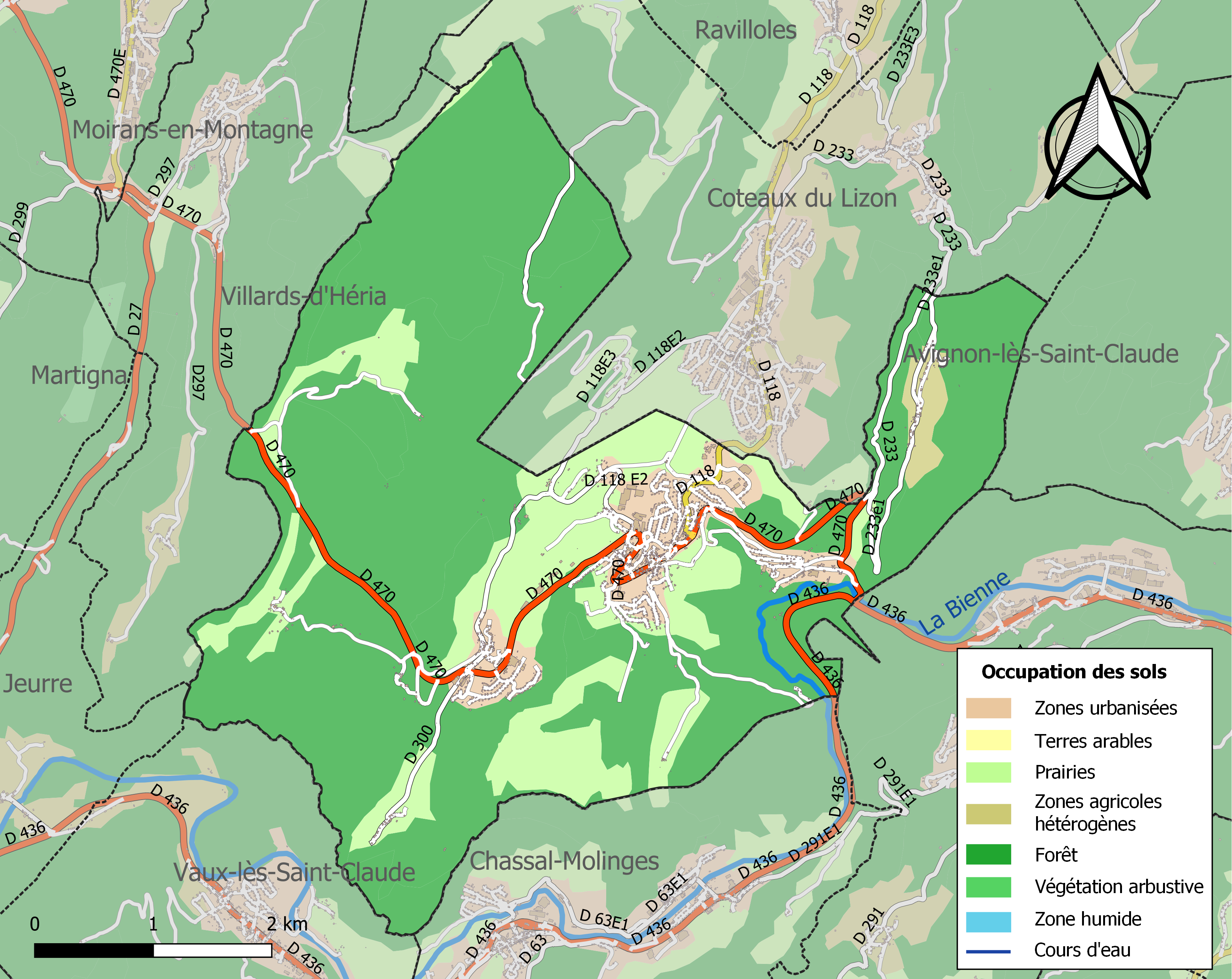
拉旺莱圣克洛德的OSM定位图

## 行政
拉旺莱圣克洛德的邮政编码为39170，INSEE市镇编码为39286。

## 政治
拉旺莱圣克洛德所属的省级选区为科托迪利宗县。

## 人口
拉旺莱圣克洛德于2022年1月1日时的人口数量为2342人。